# Zweierbeziehung
Als Zweierbeziehung wird eine intensive soziale Beziehung zweier Personen bezeichnet. In den Sozialwissenschaften wird hierfür auch die Bezeichnung Dyade bzw. dyadische Beziehung verwendet.
Dieser Begriff beinhaltet nicht nur die Paarbeziehung, sondern auch die Elternteil-Kind-Beziehung.
Der Begriff Dyade wird auch häufig benutzt, um die Zweierbeziehung größerer sozialer Gruppen abzugrenzen, in die sie eingebettet ist (z. B. Familie).
Eine wichtige Datenerhebung zu Zweierbeziehungen in Deutschland ist Pairfam.